# Anisocentropus croesus
Anisocentropus croesus är en nattsländeart som beskrevs av Mclachlan 1875. Anisocentropus croesus ingår i släktet Anisocentropus och familjen Calamoceratidae. Inga underarter finns listade i Catalogue of Life.